# Abrus fruticulosus
Abrus fruticulosus, vrsta cvjetnice iz porodice mahunarki. Domaće područje ove vrste je tropska Afrika, Madagaskar, Assam do južne Kine i Indokine. To je penjački grm i raste prvenstveno u sezonski suhom tropskom biomu.
Opisana je u Prodromus Florae Peninsulae Indiae Orientalis 1: 236. 1834.

## Sinonimi
- Abrus acutifolius Blume ex Miq. in Fl. Ned. Ind. 1(1): 160 (1855)
- Abrus precatorius var. villosula Miq. in Fl. Ned. Ind. 1(1): 159 (1855)
- Abrus schimperi Baker in D.Oliver & auct. suc. (eds.), Fl. Trop. Afr. 2: 175 (1871)
- Abrus schimperi subsp. africanus (Vatke) Verdc. in Kew Bull. 24: 243 (1970)
- Abrus schimperi subsp. oblongus Verdc. in Kew Bull. 24: 244 (1970)
- Hoepfneria africana Vatke in Oesterr. Bot. Z. 29: 222 (1879)